# Albert Alís
Albert Alís (Mataró, 1961) és un pintor català.
La seva trajectòria com a aquarel·lista ha estat mereixedora del premi J. Martínez Lozano a la V Biennal de Pintura Jove de la galeria Anquin's (Reus 1991), la qual cosa ha comportat l'ingrés d'una de les seves obres al Museu de l'Aquarel·la de Llançà, i també del Primer Premi d'Aquarel·la Vila de Palamós (1994). Ha estat deixeble de mestres insignes com Pablo Mañé i Josep Martínez Lozano Els seus darrers treballs l'han portat a ser finalista als XVI, XVII i XXII Premis BMW de Pintura (Madrid 2001, 2002 i 2007), al XXV Salón de Otoño de Pintura (Plasencia 2003), al IV Certamen Nacional de Pintura Parlamento de la Rioja (Logroño 2004) i al Premi Ricard Camí (Terrassa 2005 i 2007) i als XIII i XIV Premio Ciudad de Tudela (2005 i 2006). Ha exposat a Espanya, Alemanya, Bèlgica, França i els Països Baixos.
Com a artista mataroní, el 2015 és escollit com l'encarregat del disseny del cartell de Les Santes. La seva obra ha estat present en diverses exposicions, com a la Galeria Arcada de Blanes el 2013, o a l'Espai Caixa Laietana i a l'espai cultural La Destil·leria del seu Mataró natal, o a la Galeria Anquins a Reus, a casa nostra, però també més enllà com la seva participació a la Sala d'Exposicions de Barrena Kultur Etxea d'Ordizia al País Basc.